# Das Goldene Lenkrad

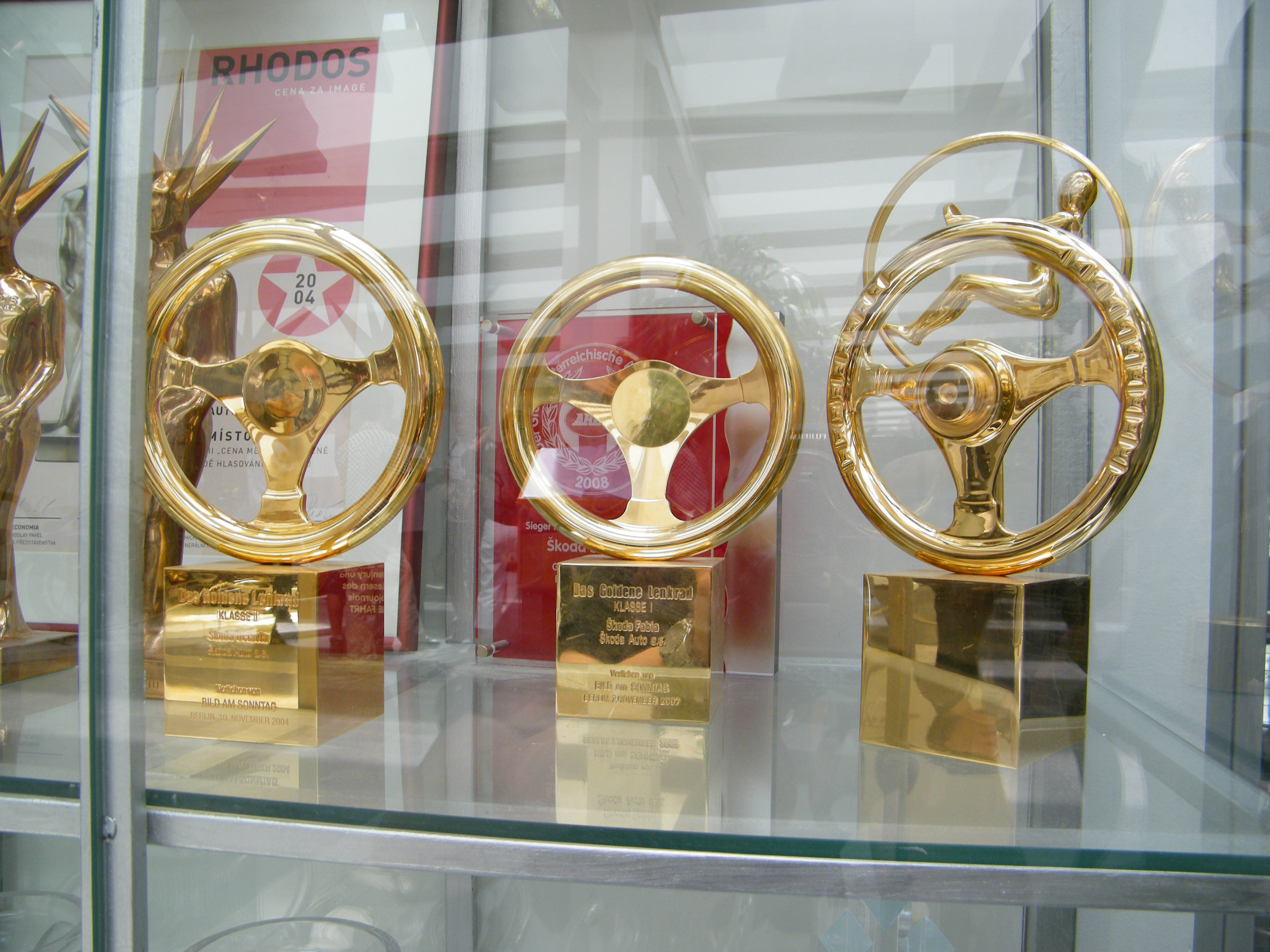
Goldene Lenkräder

Das Goldene Lenkrad ist eine deutsche Auszeichnungen für neue Automodelle. Sie wird seit 1976 von der Boulevardzeitung BILD am Sonntag („BamS“) verliehen, seit 2009 in Kooperation mit der Auto Bild. 2018 wurde die Vergabe des Preises ausgesetzt.

## Geschichte
Der Preis geht auf eine Initiative des Verlegers Axel Springer zurück, der den damaligen BamS-Autor Hermann Harster mit der Durchführung beauftragte. Im Gegensatz zu anderen Autopreisen wie zum Beispiel dem Auto des Jahres werden die Preisträger nicht von Journalisten oder Lesern bestimmt, sondern in zweitägigen Testfahrten einer Jury aus Fachleuten, Rennfahrern und prominenten Autofahrern. Die Verleihung des Preises findet jährlich im November in Berlin statt.
Am 12. November 2000 wurde die Preisverleihung im ZDF übertragen. Moderiert von Johannes B. Kerner, produziert von Schwartzkopff-TV, wurden die Preisträger im Hangar 2 des Flughafens Tempelhof ausgezeichnet.
Peter Maahn übergab nach 21 Jahren im Dezember 2000 die Verantwortung an seinen Nachfolger Joachim R. Walther. Im Jahr 2007 wurde erstmals das Grüne Lenkrad für die beste Umweltneuheit vergeben.
Das Goldene Lenkrad besteht aus mit Gold überzogenem Messing und wurde im November 1975 von dem damals 82-jährigen Goldschmied Walter W. Franke entworfen.

## Jury
Zur internationalen Jury, die in den letzten 30 Jahren an der Entscheidung mitwirkten, zählten in drei Jahrzehnten u. a.: Peter Ustinov, Michael Schumacher, Juan Manuel Fangio, Walter Röhrl, Karl-Heinz Rummenigge, Thomas Gottschalk, Frank Elstner, Nina Ruge, Jörg Wontorra, David Coulthard, Peter Maffay, Barbara Schöneberger, Nick Heidfeld, Rolf Stommelen oder Hans-Joachim Stuck. Nur zwei Juroren (Hans Herrmann und Erhard Schwind) waren an allen bisher 30 Entscheidungen beteiligt. 
Das Goldene Lenkrad ist im ersten Schritt eine Leserwahl. Sie bestimmen die vier Modelle je Klasse, die eine Runde weiter kommen und im norditalienischen Balocco getestet werden.

## Verleihung
Bis auf die Jahre 2000 bis 2002 fand die Verleihung immer im Axel-Springer-Haus in Berlin statt. In den drei genannten Jahren wurde das Goldene Lenkrad im Rahmen einer Fernsehshow vom ZDF aus dem Berliner Flughafen Tempelhof übertragen. Die bekannteste Verleihung war am 9. November 1989, als die Berliner Mauer fiel. Barbara Schöneberger, seit 2009 in der Jury, ist seit 2013 jährlich Moderatorin der Preisverleihungsgala in Berlin.
Neben den Fahrzeugen wurden ab 1983 auch Ehrenpreise an Persönlichkeiten für besondere Verdienste verliehen.
Im Jahr 2017 wurden die Regeln verschärft. Erstmals hatte das Ergebnis beim Alltags-Spritverbrauch Auswirkungen auf die Benotung der Testwagen. War die Differenz zwischen angegebenen Werksverbrauch und tatsächlichem Verbrauch auf einer fest definierten Teststrecke zu groß, führte dies zu Punktabzug. Darüber hinaus wurden die Fahrzeuge stichprobenartig von der unabhängigen Prüforganisation Dekra kontrolliert. Gab es zu große Abweichungen zu den ab September 2017 gültigen gesetzlichen Grenzwerten, wurde der Wagen disqualifiziert. Tom Drechsler, Chefredakteur Auto der BILD-Gruppe: „Die neuen Tests im Stil von Doping-Kontrollen haben zwei Folgen: Sie machen den Preis noch wertvoller: für die Kunden und für die, die die Autos bauen.“ Bei den Diesel-Fahrzeugen ging es in den DEKRA-Test vor allem um den Stickoxid-Ausstoß, bei den Benzin-Motoren wurden die Partikel-Werte ermittelt.
| Jahr | Verleihung | Juroren |
| ---- | --- | --- |
| 2008 | 5. November in Berlin, Moderation Katrin Müller-Hohenstein Preise in den Kategorien Kleinwagen, Coupés, Kompaktklasse, Grünes Lenkrad, Mittelklasse, Geländewagen | 25 Juroren testeten und bewerteten 19 Finalisten in den Klassen Kleinwagen, Kompaktklasse, Mittelklasse und Geländewagen. Fachleute: Jürgen Redlich, Wolfgang Rother, Erhard Schwind, Bernd Wieland, Jörg Wontorra Motorsportler: Rauno Aaltonen, Leopold Prinz von Bayern, Hans Herrmann, Isolde Holderied, Jutta Kleinschmidt, Klaus Ludwig, Hans-Joachim Stuck, Christina Surer „Normal“-Fahrer: Thomas Anders, Till Demtrøder, Nazan Eckes, Frank Elstner, Waldemar Hartmann, Thomas Heinze, Estefania Küster, Katrin Müller-Hohenstein, Felix Magath, Kai Pflaume, Hinrich Romeike sowie ein BamS-Leser |
| 2009 | Absage der Veranstaltung am 8. Dezember 2008 durch den Axel-Springer-Verlag mit der Begründung der internationalen Finanzkrise. Die Preise wurden in kleinem Rahmen vergeben. | |
| 2010 | 3. November im Rahmen einer Gala in Berlin Preise in den Kategorien Kleinwagen, Kompaktklasse, Grünes Lenkrad, Mittel- und Oberklasse, Luxuswagen, Geländewagen, Ehrenlenkrad | |
| 2011 | 9. November im Rahmen einer Gala in Berlin Preise in den Kategorien Kleinwagen, Kompaktklasse, Grünes Lenkrad, Mittel- und Oberklasse, SUV, Sportwagen, Ehrenlenkrad | |
| 2012 | 7. November in Berlin | |
| 2013 | 12. November in Berlin unter Federführung von Bild am Sonntag und Auto Bild. | |
| 2014 | 11. November, Moderation Barbara Schöneberger Preise in den Kategorien Kleinwagen, kompakte Crossover, Grünes Lenkrad, Mittel-/Oberklasse, SUV, Cabrio und Sportwagen, Ehrenlenkrad. | 53 Juroren testeten und bewerteten 45 Finalisten in den jeweiligen Klassen |
| 2015 | 9. November, Moderation Barbara Schöneberger Preise in den Kategorien Kleinwagen, Kompaktwagen, Mittelklassewagen, Mittelklasse-SUV, Luxuswagen, Sportwagen und Familienauto, Ehrenlenkrad; keine Preisvergabe des Grünen Lenkrads aufgrund des VW-Abgasskandals                                  | |
| 2016 | 8. November, Moderation Barbara Schöneberger Preise in den Kategorien Klein- und Kompaktwagen, Mittel- und Oberklasse, kompakte SUV, große SUV, Sportwagen, Das schönste Auto, Ehrenlenkrad | |
| 2017 | 7. November, Moderation Barbara Schöneberger; Laudatoren u. a. The BossHoss, Richy Müller, Sebastian Pufpaff und Kai Pflaume Preise in den Kategorien Klein- und Kompaktwagen, Mittel- und Oberklasse, alternative Antriebe, kompakte SUV, große SUV, Sportwagen, Das schönste Auto, Ehrenlenkrad | |
| 2018 | Keine Verleihung aufgrund des Abgasskandals | |
| 2019 | 12. November im Axel-Springer-Haus in Berlin, Moderation Barbara Schöneberger | u. a. Sophia Flörsch, Hans-Joachim Stuck, Lina van de Mars, Sidney Hoffmann, Felix von der Laden, Andreas May |
| 2020 | November, Verleihung wegen der COVID-19-Pandemie nicht im gewohnten Rahmen | u. a. Hans-Joachim Stuck, Daniel Abt, Kai Pflaume, Sidney Hoffmann, Lina van de Mars, Joachim Winkelhock |
| 2021 | Berlin, Moderation Barbara Schöneberger | |
| 2022 | November, Moderation Barbara Schöneberger | |
| 2023 | November, Moderation Barbara Schöneberger | |